# Притискна сила

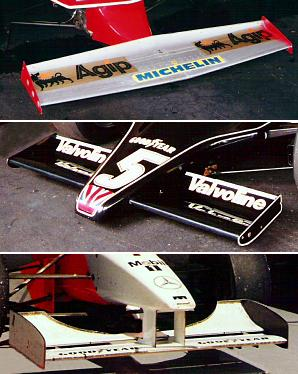
Еволюція за три різні епохи Формули-1 переднього антикрила, призначеного для створення притискної сили в передній частині відповідних гоночних автомобілів (згори до низу): (1979), (1978), (1996)

Притиск(уваль)на сила (англ. downforce) — аеродинамічна сила, що притискає рухомий автомобіль до дорожнього покриття. Ця сила поліпшує зчеплення робочої поверхні покришок автомобіля з дорогою і тим самим покращує його маневреність, гальмування і розгін.

## Вплив на конструкцію перегонових автомобілів
Для перегонових автомобілів з відкритими колесами (включаючи Формулу-1), притискна сила є однією з чотирьох найважливіших характеристик конструкції (поряд з потужністю двигуна, вагою, і покришками) по крайній мірі з 1970-х років, самою важливою станом на початок XXI століття. Відомий випадок, коли менш потужний 8-циліндровий двигун Cosworth DFV з кінця 1960-х років і до початку 1980-х досить успішно конкурував зі значно потужнішими 12-циліндровими опозитними двигунами лише тому, що V-подібна, вузька внизу, форма двигуна DFV давала більшу свободу у конструюванні днища автомобіля і забезпечувала більшу притискну силу з використанням ґраунд-ефекту. Усвідомлення того, що притискна сила як аеродинамічна характеристика важливіша за лобовий опір прийшло поступово вна початку 1960-х років. Хоча уже в 1956 році швейцарський інженер Майкл Мей встановив перше антикрило на Porsche 550, навіть на початку 1960-х років деякі спеціалісти з аеродинаміки підкреслювали, що найважливішим для гоночного автомобіля є лобовий опір.

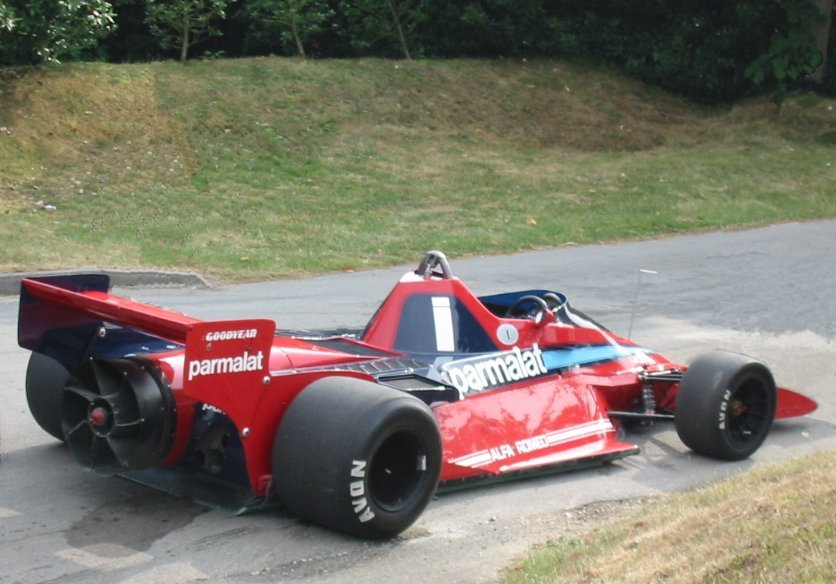
, що мав вентилятор для створення притискної сили

Протягом 15 років від середини 1960-х років конструктори зуміли потроїти притискну силу, заставивши внести зміни до правил Формули-1 для забезпечення безпеки. Період з 1978 до 1982 року характеризується як «революція ефекту землі». Команди, які обрали опозитні двигуни майже метрової ширини, були змушені вдаватися до відчайдушних заходів. Саме тоді команда Бребем створила знаменитий BT46B, у якому гігантський вентилятор, призначений нібито для охолодження двигуна, насправді відсмоктував повітря з-під днища, збільшуючи притискну силу (після однієї — переможної — гонки цей «порохотяг» більше не використовувався через небезпечне розкидання вентилятором сміття з поверхні треку). Команда Феррарі, що також обрала опозитні двигуни, не вірила у реальність ефекту землі, сконцентрувалась на удосконаленні двигуна і шасі — і безнадійно програвала аж до 1981 року, коли з приходом нового головного інженера курс було змінено.
Потреба і підтримання постійного зазору для використання ґраунд-ефекту була основною причиною переходу від алюмінієвих до жорсткіших вуглепластикових корпусів (1980 рік, команда Макларен).
У молодіжних формулах застосування пристроїв для збільшення притискної сили обмежене або цілком заборонене .
Подібно до літака, крила боліда з високою притискною силою втрачають свою ефективність при попаданні в супутній струмінь іншого боліда, тому пілоти скаржились на втрату притискної сили і утруднений обгін, що знижувало видовищність перегонів. Висока притискна сила також скоротила дистанцію для зупинки до десятків метрів, що ускладнювало обгін на гальмуванні (англ. outbraking). З метою підтримання видовищності та безпеки в міру вдосконалення технології Міжнародна автомобільна федерація змушена була змінювати правила, щоб зменшити зчеплення болідів з треком. Крім модифікації покришок (що іноді практикується), шлях до цієї мети лежить через обмеження притискної сили (наприклад, в 1998 гранична ширина автомобілів Формули-1 була зменшена на 20 см, тим самим зменшивши площу аеродинамічних елементів). Спеціально створена у 2007 році робоча група з обгону (англ. Overtaking Working Group, OWG) до 2009 року розробила нові правила, які знову привели до зниження притискної сили, що дозволило болідам зближатись з меншим ризиком; у 2011 році для полегшення обгону на прямих було дозволене регульоване заднє антикрило, котре, завдяки рухомим елементам, дозволило на момент обгону зменшувати лобовий опір (і притискну силу).

## Пристрої для підвищення притискної сили

### Антикрило
Принцип дії антикрила аналогічний до перевернутого крила літака: при обтіканні повітряним потоком крило створює силу, але не підіймальну, а притискну. У ранніх конструкціях антикрила розташовувалися на стійках над центром автомобіля, сучасні боліди Формули-1 мають два антикрила: переднє та заднє. Нечисленні серійні автомобілі з антикрилом використовують заднє розташування (на багажнику).
Після невдалого експерименту Мея (його машину не допустили до гонок) наступну спробу зробив через десять років Джим Голл. Його «Chaparral 2E CanAm» з крилом, змонтованим на високих підпорках, був негайно скопійований іншими командами. Високе розташування антикрила призвело до низки аварій та закликів заборонити його використання, однак після консультацій з конструкторами крила були збережені, однак із суттєвими обмеженнями. Протягом 1970-х років застосування антикрила поширилось і на інші категорії автомобілів.
На початках антикрила Формули-1 були рухомими, із регульованим кутом атаки, однак правила швидко заборонили таку конфігурацію, постановивши, що усі «аеродинамічні» пристрої мають залишатись нерухомими відносно корпуса .
З початком застосування турбонаддуву потужності моторів різко зросли, і додатковий опір, що вноситься антикрилами, став не так важливим. У цю епоху (1980-і роки) антикрила обросли додатковими «крильцями» для збільшення притискної сили.

Форма днища Lotus 79, яка забезпечувала появу ефекту Вентурі

### Юбка
Термін «юбка» у цьому випадку може вживатись у двох значеннях: так іноді називається передній спойлер (див. нижче), а також цим терміном означаються гнучкі звіси по боках корпусу, що призначені для відокремлення повітряного потоку під днищем. Уведені командою «Лотус» у 1978 році гнучкі ковзні юбки були успішними (у поєднанні з профілюванням днища для створення ефекту Вентурі, див. далі), але вже у 1981 році вони були заборонені, так як інколи відривались та створювали небезпеку на треку.

### Вентилятор
Дж. Голл застосував юбки раніше, у 1970 році, у поєднанні з вентиляторами для створення розрідження під днищем його «Chapparal 2J». Ці пристрої підпали під заборону рухомих аеродинамічних деталей, що й заставило команду Бребем згодом стверджувати, що їхній вентилятор попросту охолоджує двигун .

### Дифузор
Прорив в у вирішенні проблеми збільшення притискної сили зробила команда «Лотус», сформувавши днище боліда по зразку труби Вентурі. Перша модель, Лотус 78, була не дуже вдалою, проте уже в 1978 році наступний варіант, Лотус 79, досягну видатних успіхів. Конструкція була швидко скопійована та покращена у таких класичних болідах як FW07 команди Вільямс та автомобілях інших формул Ralt RT2/3/4. Серійні спортивні автомобілі використовували широкі днища для створення притискних сил, що виражались у тоннах. Однак правила були знову змінені, і стали вимагати плоского днища між осями.

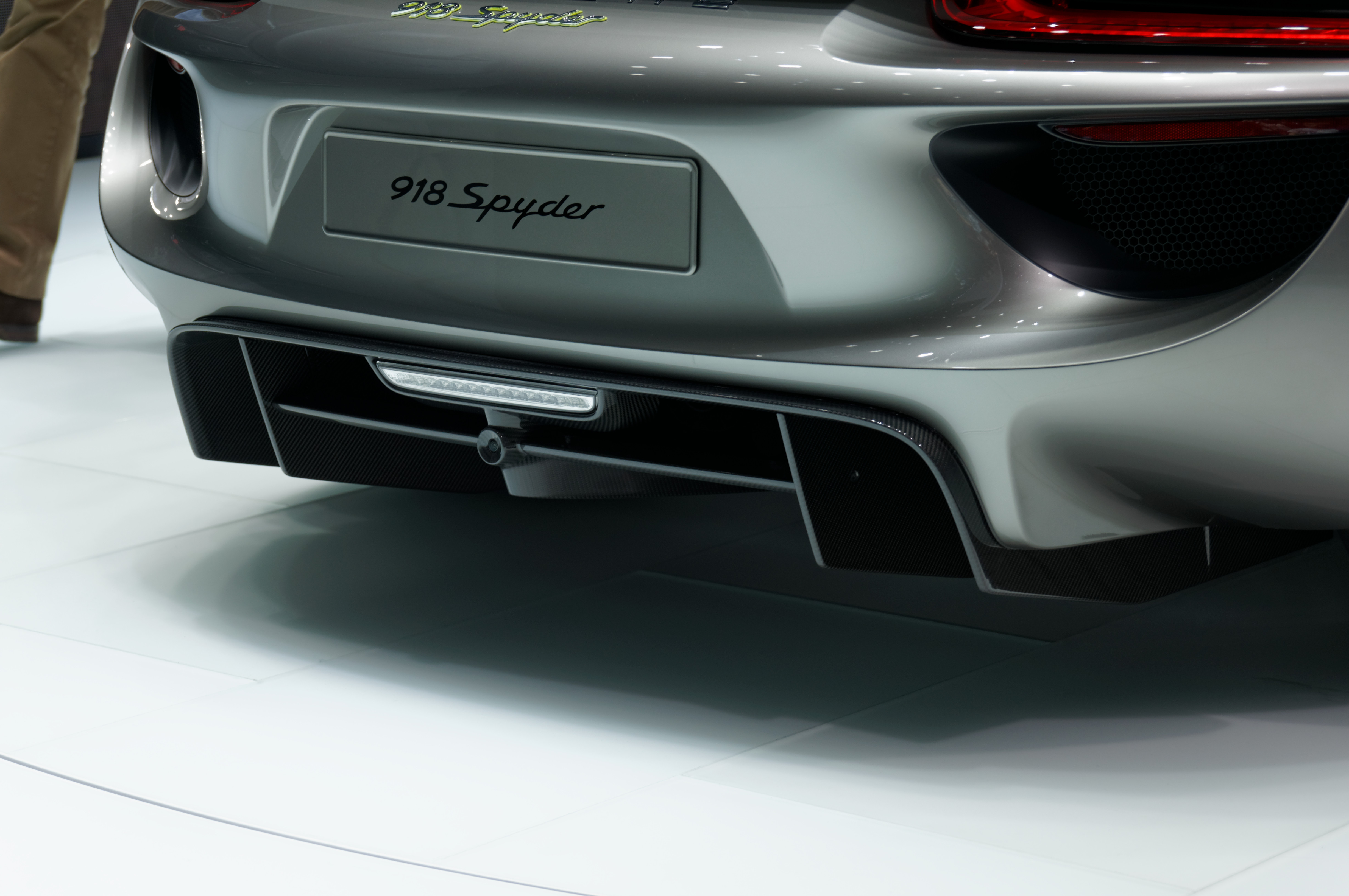
Задній дифузор, який видно під номерним знаком на Porsche 918 Spyder

Із завершенням «турбо-епохи» в 1989 році опір, що вноситься антикрилами, знову став помітним, конструктори знову звернулися до днища автомобіля і виявили, що при невеликому нахилі корпусу вперед розрідження може бути досягнуте навіть при плоскому днищі, але для цього повітря має вільно виходити з-під корпусу у його задній частині. Форма кузова, що забезпечує збільшення зазору між кузовом та покриттям у задній частині автомобіля стала називатися дифузором.

### Спойлер
Спо́йлер (англ. spoiler від англ. to spoil — псувати, заважати) — спеціальний елемент (або набір елементів) в автомобілі, що змінює аеродинамічні властивості кузова автомобіля, перенаправляючи повітряні потоки з метою зменшення аеродинамічного опору автомобіля та збільшення притискного зусилля.